# آزور
آزور (به پرتغالی: Açores اَسورش) مجمع‌الجزایری تشکیل‌شده از ۹ جزیره آتشفشانی متعلق به کشور پرتغال است که در اقیانوس اطلس در ۱۵۰۰ کیلومتری غرب لیسبون قرار گرفته‌است.
این سرزمین شامل نه جزیره آتشفشانی و تعدادی جزایر کوچک و تپه‌های دریایی می‌باشد که در حدود ۲۳۰۰ کیلومتر مربع مساحت و حدود ۳۰۰ هزار نفر جمعیت دارد. این منطقه یکی از دو منطقه خود مختار کشور پرتغال است و پایتخت آن شهر بندری پونتاداگاوا واقع در جزیره سائومیگل می‌باشد.

## تاریخچه

### کشف

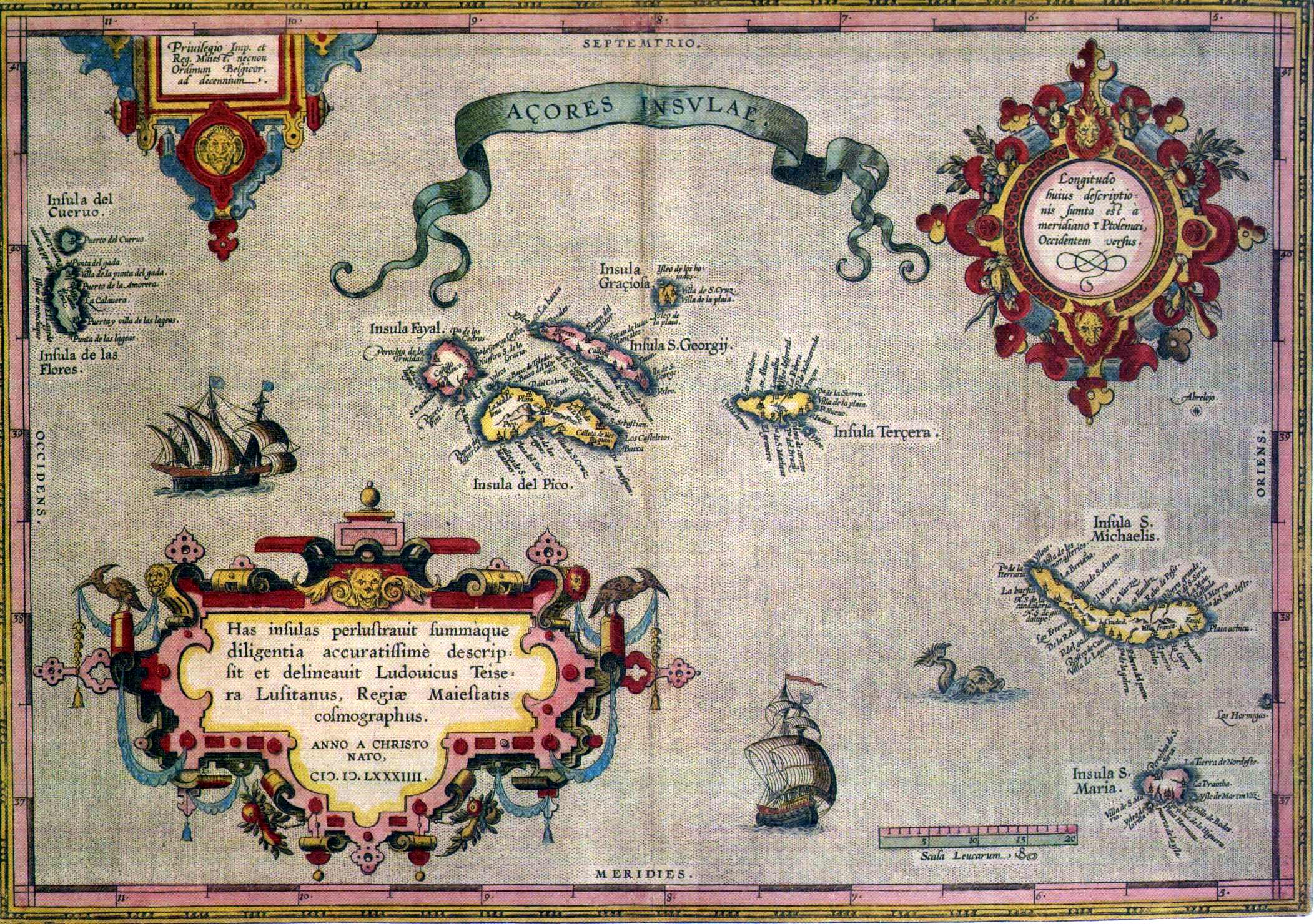
نقشه آزور سال ۱۵۸۴

کشف مجمع الجزایر آزور، بسیار شبیه به جزیره مادیرا است. یکی از بحث‌انگیز تر جنبه‌های پرتغالی عصر، نظریه‌ها و داستان‌های بسیاری در مورد آزور وجود داشته‌است.
کارتاژها این مجمع الجزایر را کشف کردند و در قرن چهاردهم میلادی اروپائیان وارد این ناحیه شدند.

در ۱۴۳۱ گونکالو ولهو کابرال (Gonçalo Velho) پرتغالی قدم به این جزایر و در خلیج کوچک جزیره‌ای که بعدها سانتاماریا نامیده شد گذاشت و سال بعد جزایر این مجمع الجزایر کشف گردید و از ۱۴۴۵ جزایر آزور که سه بخش از ۲۳ بخش پرتغال به‌شمار می‌رود، از آن خود اعلام کرد.

## اقتصاد
موز، مرکبات، میوه، انگور، غلات و تنباکو در این جزایر به عمل می‌آید. همچنین پرورش دام و ماهیگیری از منابع دیگر درآمد مردم این جزیره می‌باشد. کشاورزی و ماهیگری از صنایع کلیدی این جزیره‌ است.

## جغرافیا

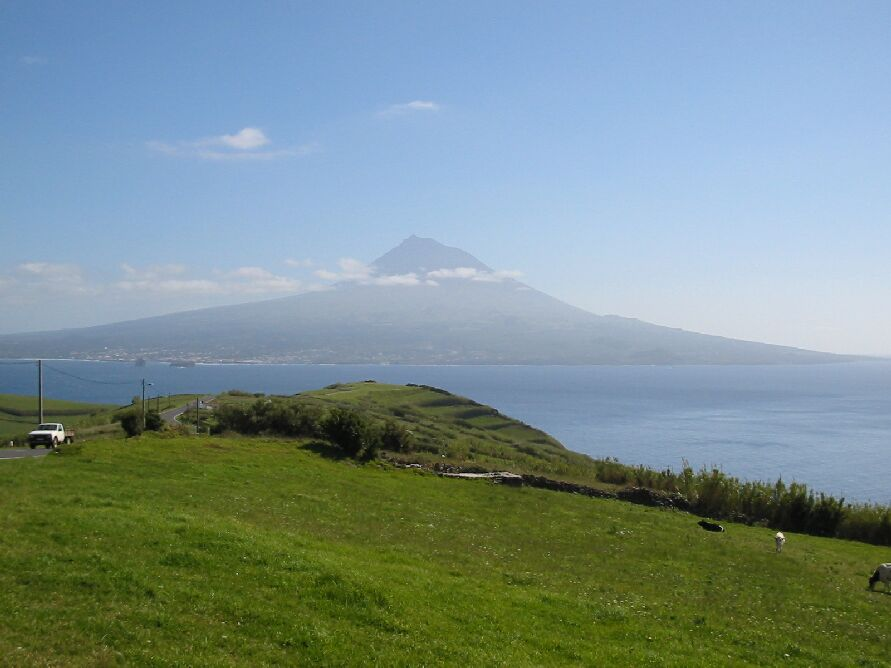
جزیره پیکو، کوه پیکو، بلندترین کوه پرتغال

کوه پیکو بلندترین نقطه کشور پرتغال با ارتفاع ۲۳۵۱ در این جزایر واقع است. این منطقه در نیم کره شمالی واقع در اقیانوس اطلس می‌باشد. این جزایر از نظر موقعیت در منطقه‌ای ویژه قرار دارند و محل اتصال سه قاره آمریکا، اروپا و آفریقا می‌باشد. این منطقه به علت داشتن آتشفشان و قرار گرفتن روی گسل منطقه‌ای زلزله خیز به حساب می‌آید.

### آب و هوا
مجمع الجزایر آزور منطقه‌ای نیمه گرمسیری است.

### امور بین‌الملل
در سال ۲۰۰۳، قبل از از آغاز جنگ عراق نشستی بین رئیس‌جمهور ایالات متحده جورج دبلیو بوش، تونی بلر، نخست‌وزیر بریتانیا، خوزه ماریا آزنار نخست‌وزیر اسپانیا و خوزه مانوئل دورا باروسو پرتغال نخست‌وزیر در آزور برگزار شد.